# Eugeniusz Żytomirski
Eugeniusz Żytomirski (n. 1911 – d. 1975) a fost un poet, dramaturg și romancier polonez.